# Марко Ћук
Марко Ћук (Нови Сад, 10. јануар 1984) српски је ватерполиста. Старији је брат ватерполисте Милоша Ћука.
Каријеру је започео у Војводини, а 2001. наставио у Партизану, а потом је играо за италијанску Ортиђу, пет година је провео у шпанском Сабадељу, а бранио је боје руског Синтеза, саудијског Итихада, Сен Џулијана са Малте, Радничког из Крагујевца, Ференцвароша, а 2018. је завршио каријеру у матичном клубу, новосадској Војводини.
Са Ференцварошем је освојио Куп Европе, а са репрезентацијом бронзану медаљу на Медитеранским играма и две медаље на Универзијади.